# Slušna zanka
Slušna zanka, pogosto poimenovana tudi indukcijska zanka je elektronska naprava, ki omogoča uporabnikom slušnih aparatov razumevanje izgovorjenega. Slušna zanka namreč preprečuje motnje, kot so odmev, šumenje, hreščanje in druge motnje, ki se lahko pojavijo uporabnikom slušnega aparata ob poslušanju predvajanih zvokov ali zvokov v hrupnih prostorih. Zdravo uho namreč tovrstne zvoke iz okolja izloči, slušni aparati pa tega trenutno še ne morejo.